# Гаральд Рудобородий
Гаральд Рудобородий (давньоскан. Haraldur hinn granrauði) — напівлегендарний конунг Агдеру. Згадується в «Сазі про Інглінгів».

## Життєпис
Про нього відомо украй мало, він епізодично згадується як батько другої дружини Гудрьода в «Сазі про Інглінгів» в збірнику «Коло Земне» ісландського скальда Сноррі Стурлусона.
Походження батьків, з ким був одружений — невідомо. Достеменно відомо лише те, що він був конунгом Агдеру і мав сина-спадкоємця Гюрда і доньку Асу.
До нього сватався Гудрьод Мисливець, конунг сусіднього Вестфоллу, бажаючи взяти доньку за другу дружину. Гаральд відмовив. Невдалий наречений вирішив забрати Асу силою, зібравши кораблі і приготувавшись до походу в Агдер. Він висадився на березі, неподалік від маєтку Гаральда, який тим часом готувався оборонятися. Бій закінчився перемогою атакуючих, у ньому крім самого Гаральда загинув і його син Гюрд. Гудрьод по поверненню одружився з Асою.
Його державу успадкував однорічний син Аси, Гальвдан Чорний, а Гудрьод Мисливець керував зовсім недовго, близько двох років, до замаху на нього дружини.